# Tupaia
A Tupaia (valódi mókuscickányok) 15 fajjal a mókuscickányfélék (Tupaiidae) családjának legnépesebb, névadó neme.
Farkuk bozontos, kétsorosan szőrös fark. Oldalt álló szemeik nagyok, kidüllednek: Füleik középnagyok, kerekítettek. Fogazatuk 38 fogból áll. Szemgödreiket hátrafelé vékony csontgyűrű zárja le.

## Rendszerezés
A nembe az alábbi fajok tartoznak:
- északi mókuscickány (Tupaia belangeri)
- Tupaia chrysogaster
- közönséges mókuscickány (Tupaia glis)
- karcsú mókuscickány (Tupaia gracilis)
- indonéz mókuscickány (Tupaia javanica)
- hosszúlábú mókuscickány (Tupaia longipes)
- kis mókuscickány (Tupaia minor)
- Tupaia moellendorffi
- hegyi mókuscickány (Tupaia montana)
- nikobár-szigeteki mókuscickány (Tupaia nicobarica)
- palawani mókuscickány (Tupaia palawanensis)
- tarka mókuscickány (Tupaia picta)
- vörösfarkú mókuscickány (Tupaia splendidula)

Az alábbi kettő fajt néhány rendszerben a Lynogale nembe különítik el
- tana vagy nagy mókuscickány (Tupaia tana) vagy (Lynogale tana)
- csíkoshátú mókuscickány (Tupaia dorsalis) vagy (Lynogale dorsalis)